# Olympische Winterspiele 1994/Bob
Bei den XVII. Olympischen Winterspielen 1994 in Lillehammer fanden zwei Wettbewerbe im Bobfahren statt. Austragungsort war die Olympiske Bob- og Akebane im Ortsteil Hunderfossen.

## Bilanz

### Medaillenspiegel
| Platz | Land        | Gold | Silber | Bronze | Gesamt |
| ----- | ----------- | ---- | ------ | ------ | ------ |
| 1     | Schweiz     | 1    | 2      | –      | 3      |
| 2     | Deutschland | 1    | –      | 1      | 2      |
| 3     | Italien     | –    | –      | 1      | 1      |

### Medaillengewinner
| Konkurrenz | Gold                                                            | Silber                                                    | Bronze                                                        |
| ---------- | --------------------------------------------------------------- | --------------------------------------------------------- | ------------------------------------------------------------- |
| Zweierbob  | Gustav Weder, Donat Acklin                                      | Reto Götschi, Guido Acklin                                | Günther Huber, Stefano Ticci                                  |
| Viererbob  | Harald Czudaj, Karsten Brannasch, Olaf Hampel, Alexander Szelig | Gustav Weder, Donat Acklin, Kurt Meier, Domenico Semeraro | Wolfgang Hoppe, Ulf Hielscher, René Hannemann, Carsten Embach |

## Ergebnisse
(alle Laufzeiten in Sekunden, Gesamtzeiten in Minuten)

### Zweierbob
| Platz | Land | Sportler                                           | 1. Lauf | 2. Lauf | 3. Lauf | 4. Lauf | Gesamt  |
| ----- | ---- | -------------------------------------------------- | ------- | ------- | ------- | ------- | ------- |
| 1     | SUI  | Schweiz I: Gustav Weder, Donat Acklin              | 52,33   | 52,91   | 52,72   | 52,85   | 3:30,81 |
| 2     | SUI  | Schweiz II: Reto Götschi, Guido Acklin             | 52,38   | 52,76   | 52,79   | 52,93   | 3:30,86 |
| 3     | ITA  | Italien I: Günther Huber, Stefano Ticci            | 52,61   | 52,80   | 52,69   | 52,91   | 3:31,01 |
| 4     | GER  | Deutschland I: Rudi Lochner, Markus Zimmermann     | 52,74   | 53,09   | 52,76   | 53,19   | 3:31,78 |
| 5     | AUT  | Österreich I: Hubert Schösser, Thomas Schroll      | 52,71   | 53,02   | 52,94   | 53,26   | 3:31,93 |
| 6     | GBR  | Großbritannien I: Mark Tout, Lenox Paul            | 52,77   | 53,15   | 52,99   | 53,24   | 3:32,15 |
| 7     | CAN  | Kanada I: Pierre Lueders, David MacEachern         | 52,63   | 53,25   | 53,11   | 53,19   | 3:32,18 |
| 7     | CZE  | Tschechien I: Jiří Džmura, Pavel Polomský          | 52,66   | 53,18   | 53,02   | 53,32   | 3:32,18 |
| 9     | ITA  | Italien II: Pasquale Gesuito, Antonio Tartaglia    | 52,92   | 53,33   | 52,89   | 53,31   | 3:32,45 |
| 10    | LVA  | Lettland I: Zintis Ekmanis, Aldis Intlers          | 52,75   | 53,42   | 53,20   | 53,46   | 3:32,83 |
| 10    | GBR  | Großbritannien II: Sean Olsson, Paul Field         | 52,86   | 53,30   | 53,21   | 53,46   | 3:32,83 |
| 12    | GER  | Deutschland II: Sepp Dostthaler, Bogdan Musiol     | 53,02   | 53,48   | 53,10   | 53,24   | 3:32,84 |
|       |      |                                                    |         |         |         |         |         |
| 17    | AUT  | Österreich II: Kurt Einberger, Martin Schützenauer | 53,13   | 53,63   | 53,32   | 53,61   | 3:33,69 |

1. und 2. Lauf: 19. Februar 1994 

3. und 4. Lauf: 20. Februar 1994
43 Bobs aus 30 Ländern, davon 42 in der Wertung.

### Viererbob
| Platz | Land | Sportler                                                                            | 1. Lauf | 2. Lauf | 3. Lauf | 4. Lauf | Gesamt  |
| ----- | ---- | ----------------------------------------------------------------------------------- | ------- | ------- | ------- | ------- | ------- |
| 1     | GER  | Deutschland II: Harald Czudaj, Karsten Brannasch, Olaf Hampel, Alexander Szelig     | 51,67   | 51,88   | 52,07   | 52,16   | 3:27,78 |
| 2     | SUI  | Schweiz I: Gustav Weder, Donat Acklin, Kurt Meier, Domenico Semeraro                | 51,80   | 51,87   | 52,04   | 52,13   | 3:27,84 |
| 3     | GER  | Deutschland I: Wolfgang Hoppe, Ulf Hielscher, René Hannemann, Carsten Embach        | 51,82   | 51,91   | 52,14   | 52,14   | 3:28,01 |
| 4     | AUT  | Österreich I: Hubert Schösser, Gerhard Redl, Harald Winkler, Gerhard Haidacher      | 51,76   | 52,04   | 52,23   | 52,37   | 3:28,40 |
| 5     | GBR  | Großbritannien I: Mark Tout, George Farrell, Jason Wing, Lenox Paul                 | 52,03   | 52,24   | 52,14   | 52,46   | 3:28,87 |
| 6     | AUT  | Österreich II: Kurt Einberger, Thomas Bachler, Carsten Nentwig, Martin Schützenauer | 51,94   | 52,22   | 52,32   | 52,43   | 3:28,91 |
| 7     | SUI  | Schweiz II: Christian Meili, René Schmidheiny, Gerold Löffler, Christian Reich      | 51,98   | 52,16   | 52,58   | 52,61   | 3:29,33 |
| 8     | GBR  | Großbritannien II: Sean Olsson, John Herbert, Dean Ward, Paul Field                 | 52,23   | 52,45   | 52,26   | 52,47   | 3:29,41 |
| 9     | ITA  | Italien II: Günther Huber, Antonio Tartaglia, Bernhard Mair, Mirco Ruggiero         | 51,78   | 52,29   | 52,60   | 52,75   | 3:29,42 |
| 10    | CZE  | Tschechien I: Jiří Dzmura, Pavel Puškár, Pavel Polomský, Jan Kobián                 | 52,35   | 52,45   | 52,31   | 52,40   | 3:29,51 |

1. und 2. Lauf: 26. Februar 1994 

3. und 4. Lauf: 27. Februar 1994
30 Bobs aus 21 Ländern, davon 29 im Ziel.